# Французская почта за границей
Французская почта за границей — международная сеть почтовых отделений в зарубежных странах, открытых Францией с целью обеспечения почтовой связи там, где местная почтовая связь считалась небезопасной или ненадёжной.

## История
Французские почтовые отделения начали появляться в начале XIX века, достигли своего расцвета в начале XX века, потом стали закрываться в 1910-е и 1920-е годы, при этом почтовое отделение в Гуанчжоуване в Китае продержалось до 1940-х годов.
В целом, почтовые отделения открывались в городах, представлявших определённый коммерческий интерес для Франции.
Почтовые отделения Франции за границей существовали:
- в Египте
- на Занзибаре
- в Киликии
- на острове Крит
- в Китае
- в Марокко
- в Османской империи
- в Румынии
- в Танжере
- в Эфиопии
- в Японии